# Massacre de l'Île de la Paix

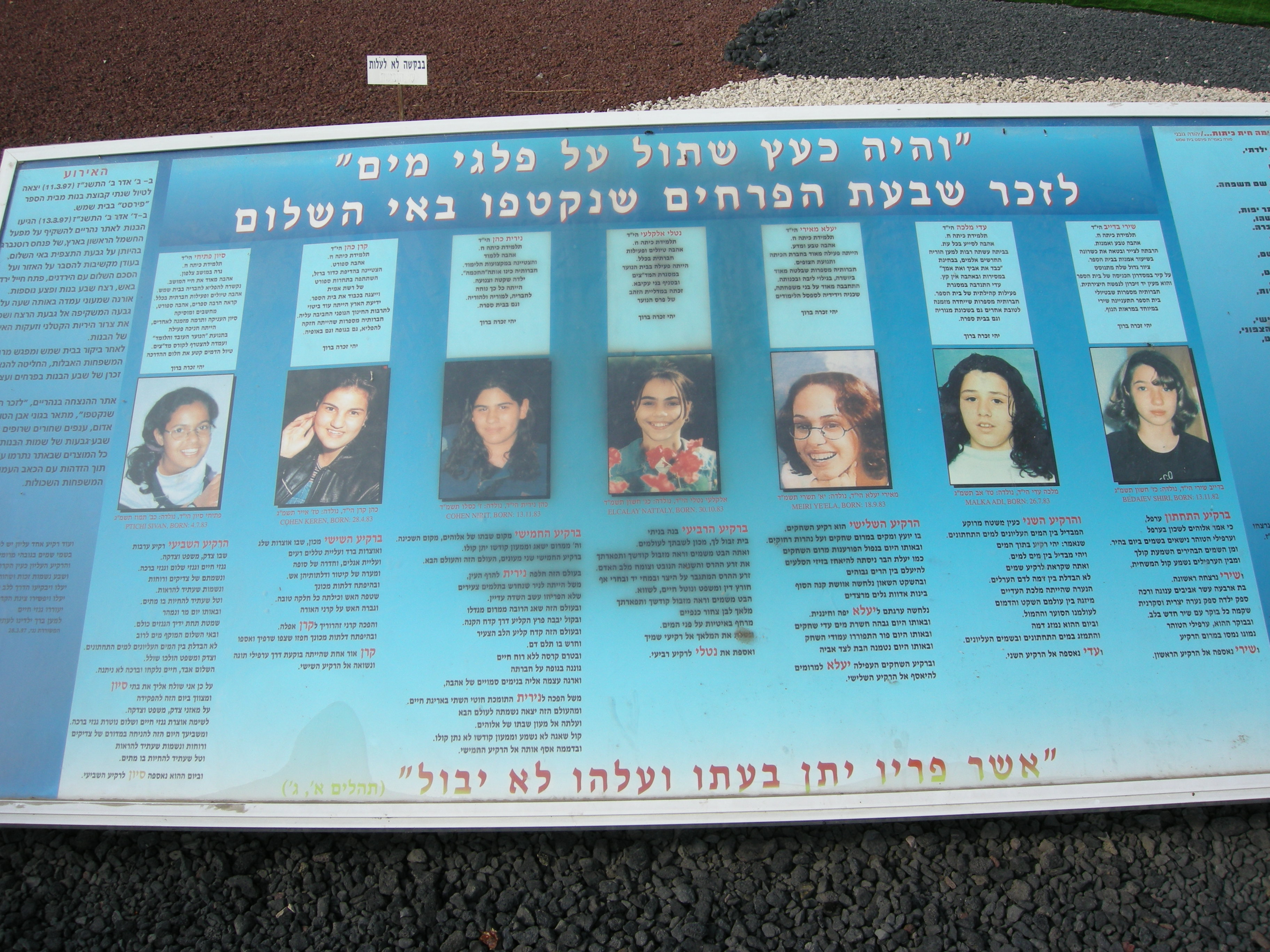
Mémorial de Naharayim.

Le massacre de l'Ile de la Paix se produisit le 13 mars 1997 dans un parc situé sur l'île de Naharayim à la frontière entre la Jordanie et Israël.
Ahmad Dakamseh, un caporal jordanien de 26 ans ouvrit le feu sur un groupe d'écolières israéliennes venant de la ville de Beit Shemesh, en voyage scolaire. Il en tua 7 et en blessa 6 autres. Le roi Hussein de Jordanie vint à  Beit Shemesh présenter ses condoléances et demander pardon au nom de son pays, dans un geste qui fut jugé touchant et courageux par CNN.
Le soldat fut condamné à la peine de mort, commuée en prison à vie du fait de l'« instabilité mentale » du coupable. Le Roi Hussein, qui aurait pu alléger la sentence refusa, qualifiant le crime de « haineux » et soulignant que le caporal aurait dû être abattu à vue.
Ahmad Dakamseh est libéré en mars 2017 et déclare que les Israéliens sont des « déchets humains » qui devaient être éradiqués.